# Slovačke drvene crkve
Slovačke drvene crkve je naziv za drvene crkve na Slovačkim Karpatima, izgrađene od 16. do 18. stoljeća, koje su 2008. godine upisane na UNESCO-ov popis mjesta svjetske baštine u Europi kao primjer lokalne vjerske gradnje gdje se miješaju utjecaji Istoka i Zapada.
Crkve su svjedok razvoja arhitekture u vremenu njihova nastanka i prilagodbe tlocrta, vanjskih prostora i izgleda određenim zemljopisnim i kulturnim kontekstima; te su bogato ukrašene slikama na zidovima i svodovima, te drugim ukrasima koji ih čine još značajnijima.
Od osam zaštićenih crkvi, dvije su rimokatoličke (Hervartov, Tvrdošín), tri protestantske (Hronsek, Leštiny, Kežmarok) i tri grkokatoličke (Bodružal, Ruská Bystrá, Ladomirová), a zaštićen je i jedan zvonik u Hronseku.
Pored ovih zaštićenih crkvi u Slovačkoj ima još pedesetak koje se većinom nalaze na sjeveru i istočnom dijelu pokrajine Prešovský kraj.

## Popis lokaliteta
| Slika | Ime                              | izgradnja     | Lokacija     | Koordinate                                  | Bilješke |
| ----- | -------------------------------- | ------------- | ------------ | ------------------------------------------- | --- |
|       | Crkva sv. Franje Asiškog         | 15. stoljeće  | Hervatov     | 49°09′N 21°07′E / 49.15°N 21.12°E           | Rimokatolička drvena crkva s gotičkim odlikama iz druge polovice 15. stoljeća je najsarija drvena crkva u Slovačkoj. Pod joj je kameni, a rijetke slike su dodane 1665. godine i prikazuju Adama i Evu u raju i Sv. Jurja kako ubija Zmaja. Glavni oltar Djevice Marije, sv. Katarine i sv. Barbare je izrađen od 1460. – 1470. i obnovljen je u 20. stoljeću. |
|       | Crkva sv. Svetih                 | 15. – 17. st. | Tvrdošín     | 49°12′05″N 19°19′48″E / 49.2013°N 19.3301°E | Crkva iz 15. st. koja je obnovljena u 17. s odlikama renesanse. Barokni oltar prikazuje Sve Svete s kraja 17. stoljeća, dok je ostatak izvornog gotičkog oltara sa sv. Petrom i sv. Ivanom Krstiteljem u muzeju u Budimpešti, još od 1918. godine. Slike na svodu prikazuju zvjezdano nebo, a u crkvi se nalaze i drugi vrijedni crkveni predmeti. |
|       | Artikularna evanđelistička crkva | 1725. – 26.   | Hronsek      | 48°23′N 19°05′E / 48.39°N 19.09°E           | Nakon Kongresa u Sopronu 1681. godine, protestantima je dozvoljeno graditi tzv. artikularne crkve neobičnog izgleda, ali su morale biti izgrađene u godinu dana, bez metalnih dijelova i bez tornja (poput Crkvi mira u Šleskoj). Ckva je visoka 8 metara u obliku križa 23 x 18 metara. Kako ima mnoge neobične skandinavske odlike, vjeruje se da su graditelji bili iz Norveške ili Švedske. Crkva je mogla primiti 1100 vjernika kroz svoja petora vrata, a oltar je imao 6 retabla koje je izradio majstor Samuel Kialovič 1771. godine. |
|       | Artikularna evanđelistička crkva | 1688.         | Leštiny      | 49°07′N 19°13′E / 49.11°N 19.21°E           | Njenu izgradu naredio je Jób Zmeškal 1688. godine, a oslikana je prelijepim slikama u 17. i 18. stoljeću. Glavni oltar je iz 18. stoljeća i tu je između ostalih kršten i slovački pjesnik Pavol Országh Hviezdoslav. |
|       | Artikularna evanđelistička crkva | 1717.         | Kežmarok     | 49°04′48″N 20°15′13″E / 49.0801°N 20.2535°E | Ova crkva ima izniman interijer s oslikanim zidovima i rezbarijama koje se smatraju najljepšima od svih 5 artikularnih crkava u Slovačkoj. Novac za njezinu izgradnju je sakupljan diljem Europe, od Švedske do Danske. Arhtekt je bio Juraj Müttermann iz Popradua, acrkva je svojom duljinom od 34.68 i širinom od 30.31 m, te sa 6 bočnih korova, mogla primiti preko 1500 vjernika; najviše od svih drvenih crkava. Slike na svodu su započete 1717. godine, ali su završene tek desetljećima kasnije. One prikazuju plavo Nebo s 12 apostola, 4 evanđelista i Sveto Trojstvo iznad oltara. Ján Lerch je izrezbario oltar od 1718. – 28., a orgulje Vavrinec Čajkovský od 1717. – 20. koje je proširio Martin Korabinský 1729. godine. |
|       | Crkva sv. Nikole                 | 1658.         | Bodružal     | 49°12′40″N 21°25′26″E / 49.211°N 21.424°E   | Grkokatolička crkva se sastoji iz tri četvrtasta dijela spojena po osi istok-zapad, s tri tornja (od kojih najveći ima zvona) nadsvođena lukovastim kupolama i željeznim križevima na vrhu. Crkva narodnog baroka je okružena grobljem i ima zvonik iz 19. stoljeća. U crkvi su sačevane neke zidne slike i ikonostas s ikonama iz 18. stoljeća. Donacijama američke fundacije obnovljen joj je oltar 1990-ih, te cijela crkva 2004. godine. Od 1968. do 1990-ih u crkvi su se održavale i pravoslavne mise. |
|       | Crkva sv. Nikole                 | 18. stoljeće  | Ruská Bystrá | 48°31′N 22°11′E / 48.51°N 22.18°E           | Crkva s početka 18. stoljeća ima samo dva tornja, veliki zapadni iznad ulaza i mali istočni iznad oltara. Njen gotovo savršeni geometrijski krov izgleda poput tradicionalnih krovova seoskih kuća. Iznutra je bogato ukrašena slikama iz 18. stoljeća. |
|       | Crkva sv. Arkanđela Mihovila     | 1742.         | Ladomirová   | 49°19′59″N 21°37′01″E / 49.333°N 21.617°E   | Grkokatolička crkva je zapravo identičnog dizajna i okoliša kao i ona u Bodružalu. |

### Ostali projekti
|  | Zajednički poslužitelj ima još gradiva o temi Drvene crkve na Slovačkim Karpatima |